# Drapeau des Samoa
Le drapeau des Samoa a été adopté le 24 février 1949.
Ce drapeau comporte dans son coin supérieur gauche la représentation de la constellation de la Croix du Sud. Le carré bleu symbolise la liberté, tandis que la couleur rouge représente le courage.

## Histoire
Au XIXe siècle, le Royaume de Samoa régnait sur l’archipel et le pays a adopté un drapeau presque similaire à celui de l’Empire ottoman: un croissant de Lune et une étoile, tous deux de couleurs blanches, sur fond rouge.
Avant la Première Guerre mondiale, Le pays était une colonie allemande. Comme toutes autres colonies de l’empire, elles devaient utilisaient le drapeau de l’Office impérial aux Colonies.

Drapeau du Royaume de Samoa (1858-1873)
Drapeau colonial allemand
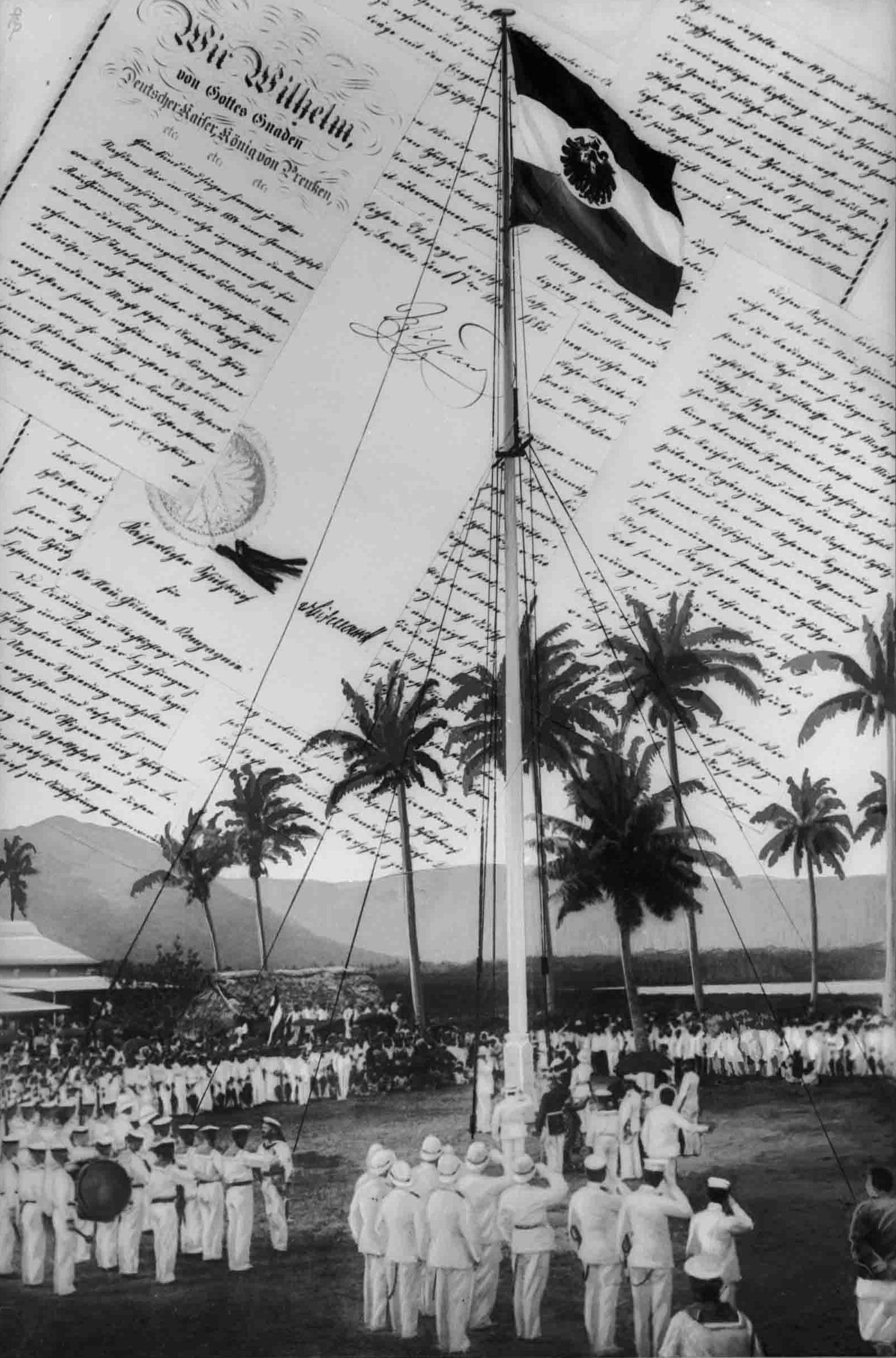
Levée de drapeau allemand (1er mars 1900)
Proposition de drapeau des Samoa allemandes (jamais officiellement adopté)
Drapeau de la Nouvelle-Zélande utilisé durant l'occupation (1914–1920)
Blue Ensign des Samoa occidentales sous mandat britannique de la SDN (1920-1962)
Première version du drapeau des Samoa occidentales (26 mai 1948)
Drapeau des Samoa sous administration de l'ONU (1949-1962)